# Oeschinen-tó
Az Oeschinen-tó (ejtsd: ösinen; helyi német megnevezéssel: Oeschinensee) egy tó Svájcban, a Berni-felvidék Kandersteg települése közelében. A tó 1578 m magasan helyezkedik el, mélysége 56 m, területe pedig 1,1 km², amivel Svájc nagyobb hegyi tavai közé tartozik. A Doldenhorn hegy egyik oldalának leomlásával jött létre, amikor a földcsuszamlás elzárta a hegyi patakok lefolyásának útját.
2007-től a Jungfrau-Aletsch-Bietschhorn természeti világörökség kibővített részévé vált.

## Fekvése

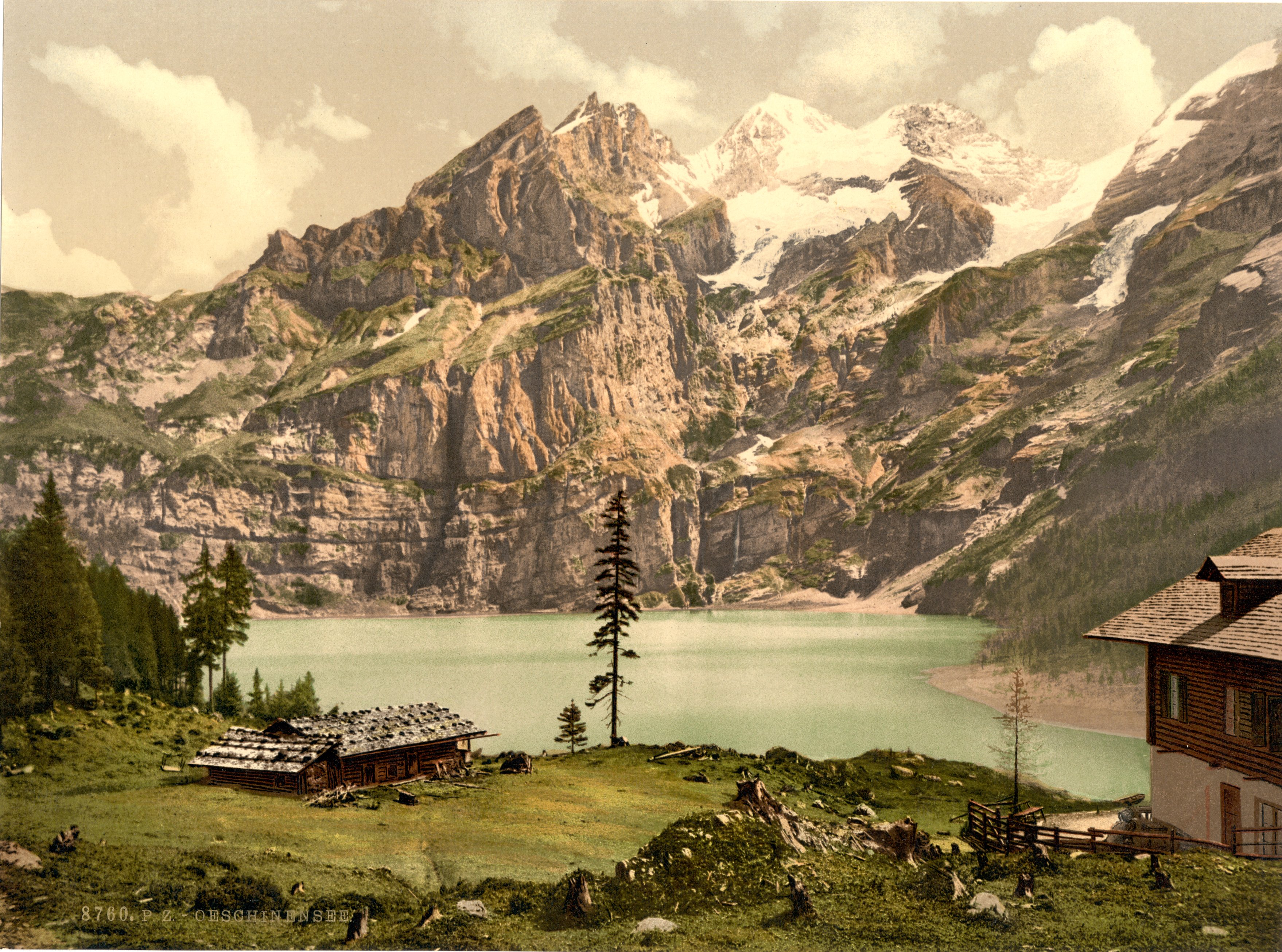
A tó 1900 körül

A tavat keletről és délről a 3000 m feletti Blüemlisalp, Oeschinenhorn, Fründenhorn és Doldenhorn csúcsok ölelik közre, és az ezekből folyó gleccserpatakok táplálják. Az Öschibach nevű patak számít a tó elsődleges lefolyásának, mely a földomláskor létrejött lezárás alatt vezeti el a tó vizét, majd pár száz méterrel arrébb újra felszínre tör. A tó és a patak vizét Kandersteg ivóvízellátásában és energiatermelésében hasznosítják. Az Öschibach Kanderstegnél az Aare mellékfolyójába, a Kanderbe torkollik.
Az Oeschinen-tó mellett haladnak azok az útvonalak, melyek a Svájci Alpok Klub (Schweizer Alpen-Club) hegymászószervezet menedékházaihoz vezetnek (Blüemlisalphütte - 2834 m; Fründenhütte - 2562 m). A tó közvetlen közelében levő két vendéglátóipari egység és a kissé magasabban található fogadó az Alp Underbärgli-n szálláslehetőséget biztosítanak a túrázóknak.
Kanderstegtől több túraútvonalon és egy drótkötélpályás felvonóval is megközelíthető a tó. A felvonó állomása 1682 m magasan, a tó fölötti hegyi állomásnál található, ahol egy nyári szánkópálya is várja a kirándulókat. Innen egy enyhén lejtő úton, kb. 20 perc gyaloglással lehet a tóhoz leereszkedni. A nyári időszakban egy elektromos kisbusz is közlekedik a tó és a felvonó között. A hegyi állomástól indul az a túraútvonal, mely Heuberg (1940 m) irányába vezet, ahonnan jó kilátás nyílik a tóra és a 3000 m fölötti hegyekre. Innen az út továbbmegy az Alp Oberbärgli-re (1978 m), ahol nyáron egy fogadó üzemel. Erről a helyről le lehet ereszkedni az Alp Underbärgli-hez és a tó melletti éttermekhez.
A tapasztalt hegymászók körbejárhatják a tavat. A „Fründschnuer” nevet viselő füves és sziklás útvonalon kb. 1800 m magasságban el lehet jutni az Alp Underbärgli-től a Fründenhütte-re vezető ösvényhez is.

## Élővilága
A tó vize decembertől májusig befagy.
A tóban szaibling, amerikai tavipisztráng és szivárványos pisztráng él, melyek lékhorgászata igen népszerű januártól márciusig. Ezek mellett a csapósügér is jelen van a vízben.

## Turizmusa
A turisták nyáron számos túraútvonalon juthatnak el a tó körüli, különböző magassági szinten levő menedékházakhoz és fogadókhoz. A tavon lehetőség nyílik csónakázásra és horgászásra is. A felvonó közelében egy nyári szánkópálya működik.
Télen síelni és hódeszkázni is lehet a környező lesiklópályákon, illetve szánkózásra alkalmas pálya is található a tó mellett. A nyári horgászat mellett népszerű a befagyott tavon űzött lékhorgászat is.
A tó környékén éttermek és fogadók biztosítják a látogatók étkeztetését, illetve egyes helyeken szállást is lehet foglalni.

## Galéria

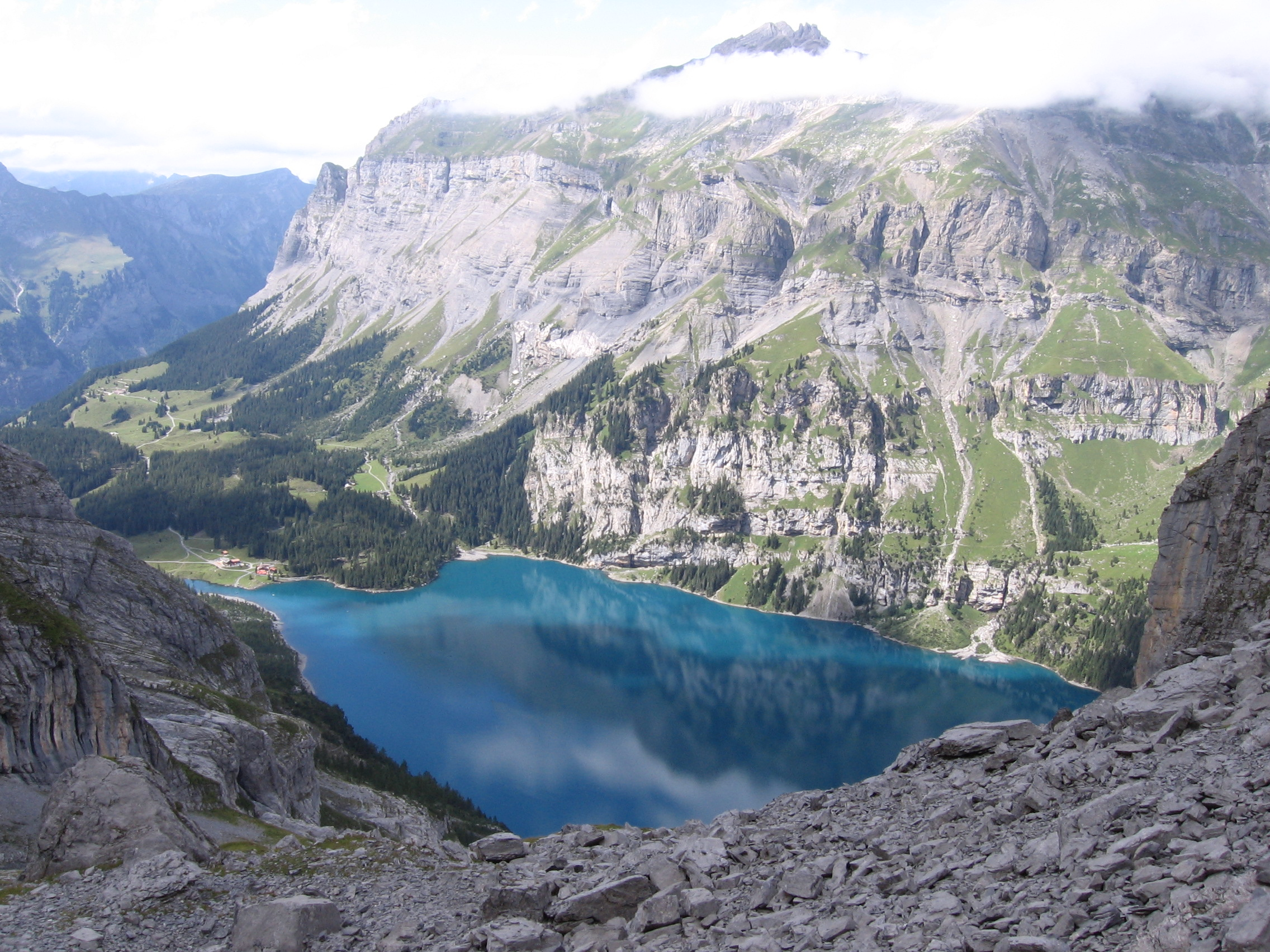
A tó háttérben a Bire-csúccsal (2502 m)
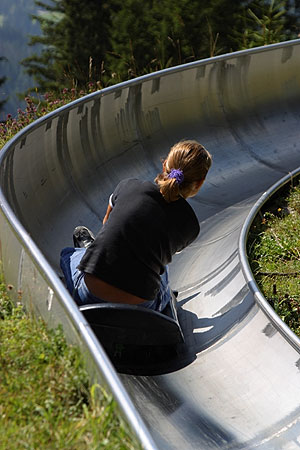
A nyári szánkópálya
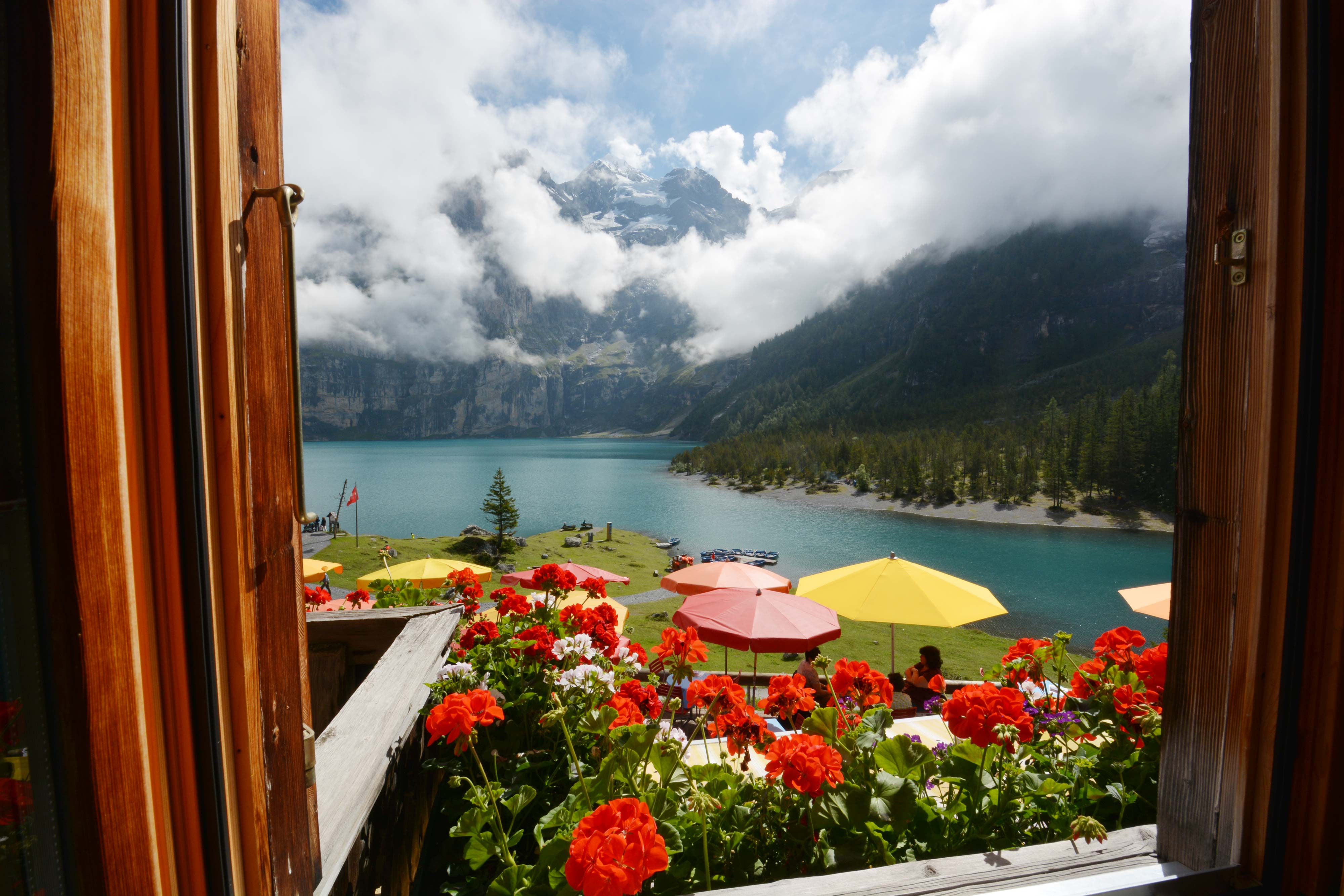
Kilátás a tóra
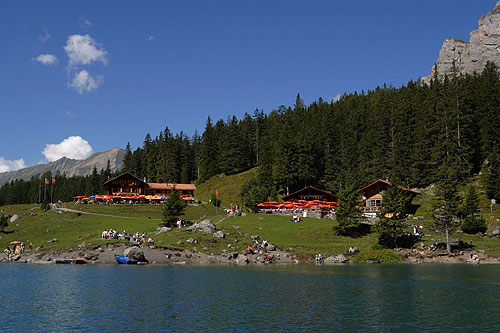
Éttermek a parton
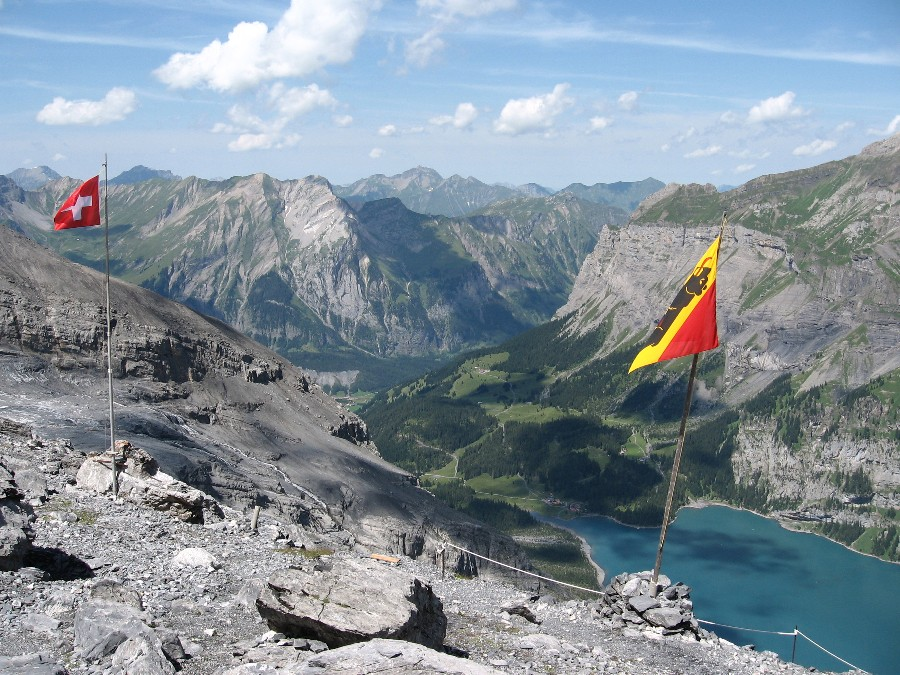
A tó a Fründenhütte-ről nézve
Pihenő tehén a tó közelében